# Шабановське сільське поселення (Омутинський район)
Шаба́новське сільське поселення (рос. Шабановское сельское поселение) — муніципальне утворення у складі Омутинського району Тюменської області, Росія.
Адміністративний центр — село Шабаново.

## Історія
Селище Кошелевський було ліквідовано 2022 року.

## Населення
Населення — 563 особи (2020; 595 у 2018, 750 у 2010, 882 у 2002).

## Склад
До складу поселення входять такі населені пункти:
| Населений пункт      | Населення, осіб (2002) | Населення, осіб (2010) |
| -------------------- | ---------------------- | ---------------------- |
| Кошелевський, селище | 16                     | 0                      |
| Русаково, присілок   | 64                     | 45                     |
| Слободська, присілок | 67                     | 49                     |
| Сорокина, присілок   | 62                     | 40                     |
| Шабаново, село       | 673                    | 616                    |